# Lucretilis maculata
Lucretilis maculata är en insektsart som beskrevs av Willemse, C. 1936. Lucretilis maculata ingår i släktet Lucretilis och familjen gräshoppor. Inga underarter finns listade i Catalogue of Life.